# Exile on Mainstream
Exile on Mainstream è un album discografico di raccolta del gruppo musicale rock statunitense Matchbox Twenty, pubblicato nel 2007. Il disco contiene 11 brani già editi (nel CD 2), due cover registrate live e 7 brani inediti.

## Tracce
CD 1
1. How Far We've Come – 3:31
2. I'll Believe You When – 3:16
3. All Your Reasons – 2:40
4. These Hard Times – 3:48
5. If I Fall – 2:48
6. Can't Let You Go – 3:28
7. Come Dancing (solo su iTunes) – 3:38
8. Remedy (Live) (cover The Black Crowes) – 4:32
9. Modern Love (Live) (cover David Bowie) – 3:51

CD 2
1. Long Day – 3:45
2. Push – 3:57
3. 3 A.M. – 3:44
4. Real World – 3:50
5. Back 2 Good – 5:37
6. Bent – 4:16
7. If You're Gone – 4:34
8. Mad Season – 5:07
9. Disease – 3:38
10. Unwell – 3:48
11. Bright Lights – 4:01

## Gruppo
- Rob Thomas - voce, piano, chitarra acustica
- Kyle Cook - chitarra, cori
- Adam Gaynor - chitarra
- Paul Doucette - chitarre, batteria
- Brian Yale - basso
- Ryan MacMillan - batteria, percussioni

## Classifiche
- Billboard 200 - #3